# Павлівська волость (Маріупольський повіт)
Па́влівська во́лость — волость в Російської імперії. Адміністративно-територіальна одиниця Маріупольського повіту Катеринославської губернії. Центр — село Павлівка.
Станом на 1886 рік складалася з 10 поселень, 10 сільських громад. Населення — 10 346 осіб (5397 чоловічої статі та 4949 — жіночої), 1607 дворових господарств.
|                     | Площа, десятин | У тому числі орної, дес. |
| ------------------- | -------------- | ------------------------ |
| Сільських громад    | 28024          | 13307                    |
| Приватної власності | 2000           | 500                      |
| Казенної власності  | 8578           | 2642                     |
| Іншої власності     | 38602          | 16449                    |
| Загалом             | 24772          | 11186                    |

Поселення волості:
- Павлівка — колишнє державне село при річці Кашлагач за 70 верст від повітового міста, 2060 осіб, 359 дворових господарств, православна церква, єврейський молитовний будинок, школа, 2 лавки, 2 рейнських погріба, 3 ярмарки на рік й щоденні базари. За 18 верст — цегельний завод.
- Ганнівка — колишнє державне село при річці Яли, 563 особи, 79 дворових господарств.
- Богоявленка — колишнє державне село при балці Ікриній, 1513 осіб, 240 дворових господарств, 2 православні церкви, лавка.
- Василівка — колишнє державне село при річці Кашлагач, 986 осіб, 186 дворових господарств, православна церква, лавка.
- Всесвятське — колишнє державне село при річці Нелівачева, 934 особи, 147 дворових господарств, православна церква.
- Катеринівка — колишнє державне село при річці Яли, 563 особи, 79 дворових господарств, православна церква.
- Єлизаветівка — колишнє державне село при річці Яли, 701 особа, 108 дворових господарств, православна церква.
- Микільське — колишнє державне село при річці Кашлагач, 1212 осіб, 180 дворових господарств, православна церква, лавка.
- Пречистівка — колишнє державне село при річці Кашлагач, 626 осіб, 76 дворових господарств.

За даними на 1908 рік у волості налічувалось 16 поселень, загальне населення — 16 942 особи (8044 чоловічої статі та 8898 — жіночої), 3085 дворових господарств.